# روکل
روکل (به لاتین: Rukel) یک منطقهٔ مسکونی در روسیه است که در داغستان واقع شده‌است.